# Сенаго
Сена̀го (на италиански: Senago, на западноломбардски: Senàgh, Сенаг) е град и община в Северна Италия, провинция Милано, регион Ломбардия. Разположен е на 176 m надморска височина. Населението на общината е 21 273 души (към 2010 г.).